# Hanochironomus tumerestylus
Hanochironomus tumerestylus är en tvåvingeart som beskrevs av Ree 1992. Hanochironomus tumerestylus ingår i släktet Hanochironomus och familjen fjädermyggor.
Artens utbredningsområde är Sydkorea. Inga underarter finns listade i Catalogue of Life.